# 藤岡惇
藤岡 惇（ふじおか あつし、1947年5月11日- ）は、日本の経済学者、立命館大学名誉教授。

## 略歴
京都府京都市出身。京都大学経済学部卒、1975年同大学院商学研究科博士課程中退、88年「アメリカ南部の変貌 地主制の構造変化と民衆」で経済学博士。八代学院大学講師、1977年立命館大学経済学部助教授、91年教授、2013年定年、名誉教授となる。

## 著書
- 『アメリカ南部の変貌 地主制の構造変化と民衆』青木書店 1985
- 『サンベルト米国南部 分極化の構図』青木書店 1993
- 『グローバリゼーションと戦争 宇宙と核の覇権めざすアメリカ』大月書店 2004

### 共著
- 『国際平和と「日本の道」 東アジア共同体と憲法九条』望田幸男,田中則夫,杉本昭七,大西広,浅井基文共著 昭和堂 2007
- 『カタストロフィーの経済思想 震災・原発・フクシマ』後藤宣代,広原盛明,森岡孝二,池田清,中谷武雄共著 昭和堂 2014

### 翻訳
- R.ディグラス『アメリカ経済と軍拡 産業荒廃の構図』ミネルヴァ書房 1987
- 経済優先度評議会『SDI・スターウォーズの経済学』角田知生共訳 ミネルヴァ書房 1989

## 論文
- 藤岡惇